# Lubang Jeriji Saléh
Lubang Jeriji Saleh es un complejo de cuevas de piedra caliza de Indonesia, en el Karst de Sangkulirang-Mangkalihat, situado en la remota selva del distrito de Bengalon, en Kutai Oriental, provincia de Kalimantan Oriental, en la isla de Borneo. En una publicación de 2018, un equipo de investigadores anunció haber encontrado entre las pinturas rupestres la obra de arte figurativo más antigua conocida hasta entonces en el mundo, con 40.000 años de antigüedad. Sin embargo, el mismo equipo ha encontrado y datado desde entonces un elaborado panel de arte rupestre teriantropo en la cueva Leang Bulu' Sipong 4, en el karst Maros-Pangkep de Sulawesi, con unos 44.000 años de antigüedad, más antiguo que el arte figurativo de Lubang Jeriji Saleh.

## Pinturas rupestres
El yacimiento de Lubang Jeriji Saleh es una de las muchas cuevas incrustadas en las escarpadas montañas de Kalimantan Oriental. Sus paredes y techo están cubiertos de cientos de contornos de manos y dedos extendidos dentro de estallidos de pintura ocre rojo anaranjado u óxido de hierro y pinturas rupestres figurativas. Un análisis actualizado de las paredes de la cueva sugiere que las plantillas de dedos más antiguas tienen 52.000 años y que la pintura más antigua, una representación de un toro banteng, se creó hace unos 40.000 años, decenas de miles de años antes de lo que se había calculado anteriormente. El toro, que pertenece a un trío de rotundas criaturas bovinas, mide más de 1,5 m de ancho, y también está hecho con ocre rojizo anaranjado en las paredes de piedra caliza de la cueva.
Basándose en las dataciones de Uranio de 2018 de pequeñas muestras de la corteza caliza, se identificaron tres fases de decoración. La más antigua contiene la representación del toro y plantillas de manos en ocre rojo anaranjado. Durante la segunda fase se crearon plantillas de color morado con intrincados motivos y seres humanos. En la tercera fase, la más joven, se identificaron figuras humanas, barcos y diseños geométricos.

## Investigación
Las cuevas de Kalimantan fueron exploradas en 1994 y las pinturas avistadas por primera vez por el espeleólogo francés Luc-Henri Fage. Lubang Jeriji Saleh (llamada por primera vez Ilas Kenceng en las publicaciones de Kalimanthrope) fue descubierta por Pindi Setiawan, Luc-Henri Fage y Jean-Michel Chazine en septiembre de 1998, guiados por Pak Saleh, cazador de nidos de golondrinas Dayak. Las prospecciones y el estudio de las pinturas se llevaron a cabo durante tres misiones siguientes. Esta vasta cavidad fósil situada a 300 m por encima de un pequeño río, se desarrolla paralelamente al acantilado y se comunica al exterior por tres pórticos sucesivos bajo una cima llamada Ilas Kenceng

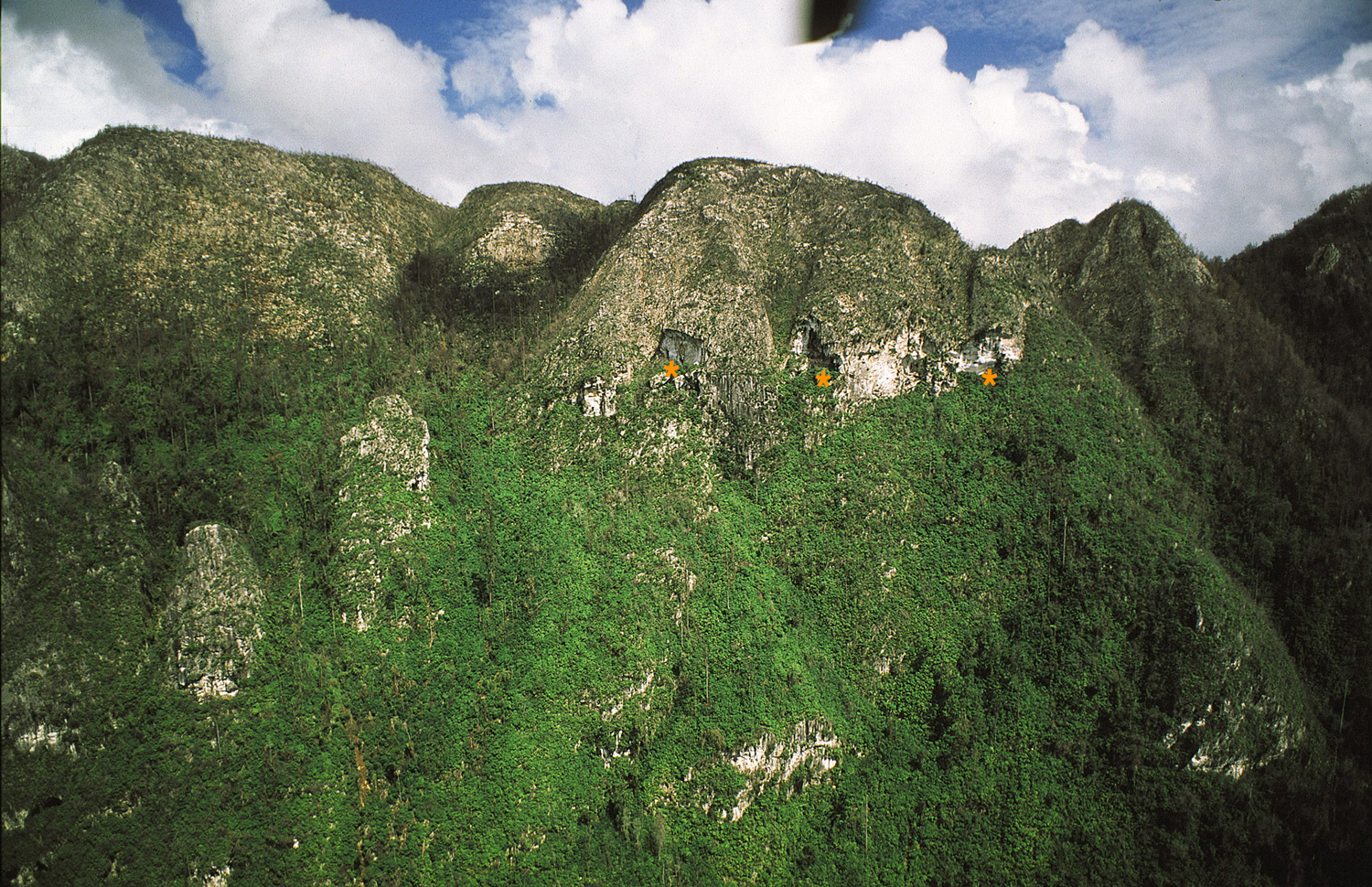
Vista de helicóptero de los montes Marang (Kalimantan, Indonesia) con los tres porches alineados de la cavidad fósil Lobang Jerihi Saleh (ex-Ilas Kenceng)

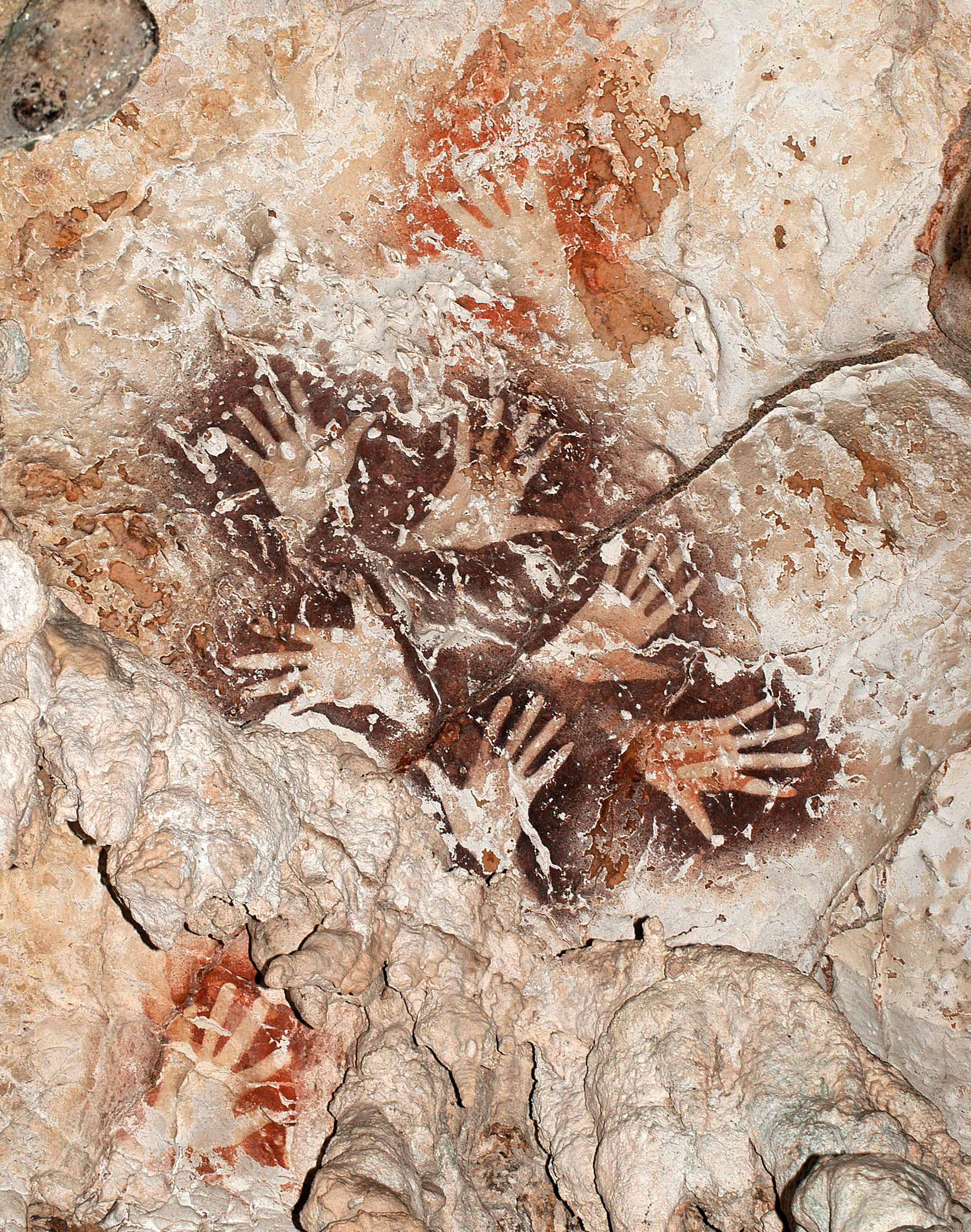
El "Ramo de Manos", una notable manifestación del arte rupestre de Borneo, presenta seis manos en una ronda gráfica eterna. Obsérvense las manos más antiguas de color rojo anaranjado cubiertas por el motivo.

Las pinturas, muy variadas, se localizan en diez zonas concretas. Además del techo con bóvidos, el elemento más notable es un "Ramo de manos".
El inventario de 2003 de Luc-Henri Fage cuenta 328 manos en negativo, 43 representaciones; principalmente antropomorfos, mamíferos y zoomorfos, completados por algunos signos (palo, signos de alambre de espino, etc.). Una datación publicada en 2003 sobre una formación de calcita que cubría 2 huellas de manos había concluido a una edad de 9900 años (U/Th combinado con C14), lo que constituía la primera prueba de la pertenencia de esta expresión rupestre de Borneo al Pleistoceno.
El equipo de investigadores y científicos de 2018, dirigido por Maxime Aubert, de la Universidad de Griffith (Australia), y Pindi Setiawan, del Instituto de Tecnología de Bandung (Indonesia), había investigado el yacimiento, identificado y datado las pinturas rupestres como el arte figurativo más antiguo conocido del mundo y publicado los resultados en la revista Nature a finales de año. Desde entonces, el equipo ha encontrado y datado un elaborado panel de arte rupestre teriantropo en la cueva Leang Bulu' Sipong 4 de Sulawesi, de unos 44.000 años de antigüedad, según una publicación de 2019. Para datar los pigmentos de la pintura, el equipo aplicó técnicas de datación en serie de uranio sobre las partículas de carbonato cálcico (caliza) que incrustan las representaciones.

## Importancia
El descubrimiento de las pinturas rupestres es importante dentro de la historia cultural de la humanidad, ya que refuerza la idea de que el arte rupestre se creó simultáneamente en el sudeste asiático y en Europa. Sin embargo, se desconoce qué personas crearon las pinturas y qué ocurrió con ellas.
Francesco d'Errico, experto en arte prehistórico de la Universidad de Burdeos, describió la investigación como un "gran descubrimiento arqueológico", pero también sugirió que el hallazgo ofrecía poca información sobre los orígenes geográficos del arte.